# Can Barrera (Ripoll)
Can Barrera fou una fàbrica de cardat i filat de cotó de Ripoll del segle xix. La van obrir Tomàs Barrera (nascut a Prada) i el seu fill Antoni Barrera, establerts a la vila feia poc, i ja existia almenys des del 1806 accionada per energia hidràulica. El 1819 era una de les empreses més destacades, però es van associar amb la societat Casals i Remisa per la manca de capital. Fou una de les primeres fàbriques en fer pana.